# Марит Бьорген
Марит Бьорген (на норвежки: Marit Bjørgen) родена на 21 март 1980 в Тронхайм е норвежка ски бегачка, осемкратна олимпийска шампионка с по три титли от Ванкувър 2010 и Сочи 2014 и две от ПьонгЧанг 2018. 14 пъти е световна шампионка.

## Участие в Световната купа
Бьорген дебютира за Световната купа през сезон 1999/2000. С 58 победи през сезон 2002/03 се класира на 6-о място в генералното класиране за Световната купа, като печели малката световна купа за спринта. Неизменно печели Световната купа в спринта до сезон 2005/06, а през 2004/05, 2005/06 и 2011/12 печели и генералното класиране. През 2004/05 печели и Световната купа на дългите дистанции. През 2006/07, 2009/10 и 2010/11 завършва втора в генералното класиране.

## На световни първенства
Бьорген участва на седем световни първенства – в Лахти (2001), Вал ди Фиеме (2003), Оберсдорф (2005), Сапоро (2007). Либерец (2009), Осло (2011) и Вал ди Фиеме (2013).
В Лахти участва единствено на 10 km класически стил, където завършва на 24-то място.
Във Вал ди Фиеме печели спринта в свободен стил, сребърен медал от щафетата и остава 24-та на 15 km класически стил.
В Оберсдорф печели пет медала от шест старта, от които три златни (в щафетата, отборния спринт свободен стил и 30 km класически стил), един сребърен (в двойното преследване) и един бронзов (на 10 km свободен стил). Единствено в спринта в класически стил не печели медал и остава 16-а.
Световното първенство в Сапоро е по-малко успешно за нея и печели два бронзови медала – в отборния спринт свободен стил и в щафетата. Остава без индивидуален медал.
В Либерец не печели нито един медал.
Световно първенство по ски северни дисциплини 2011 (Осло) – 4 златни и 1 сребърен медал: златен медал в 15 km скиатлон, златен медал в 10 km класически стил, златен медал в спринта на 1,5 km, златен медал в щафетата 4х5 km и сребърен медал на 30 km свободен стил
Световно първенство по ски северни дисциплини 2013 (Вал ди Фиеме) – 4 златни и 1 сребърен медал: златен медал в спринта на 1,5 km, златен медал в 15 km скиатлон, сребърен медал в 10 km свободен стил, златен медал в щафетата 4х5 km и златен медал на 30 km класически стил.
През 2015 във Фалун печели три златни и един сребърен медал: златен медал в спринта на 1,2 km, златен медал в щафетата на 4x5 km и сребърен медал в 30 km класически стил.

## На зимни олимпийски игри
Участва на пет зимни олимпийски игри: Солт Лейк Сити (2002), Торино (2006), Ванкувър (2010), Сочи (2014) и ПьонгЧанг (2018).
В Солт Лейк Сити печели сребърен медал с щафетата на Норвегия и остава 14-а и 50-а съответно на 30 km класически стил и 15 km свободен стил (масов старт).
В Торино печели сребърен медал на 10 km класически стил и завършва 4-та в отборния спринт в класически стил, 5-а в щафетата и 18-а в спринта в свободен стил.
Във Ванкувър печели класическия спринт, двойното преследване, щафетата и остава втора на 30 km класически стил.
В Сочи печели първия за олимпиадата златен медал за Норвегия на скиатлон 15 km. Печели златото в отборния спринт (с Ингвилд Йостберг) и в маратонската дистанция на 30 km.
В ПьонгЧанг печели щафетата 4 х 5 km и класичекия стил 30 km. На скиатлон 15 km печели сребро. Печели и два бронзови медала – на отборния спринт и на 10 km свободен стил.
С общо 15 олимпийски медала, от които 8 златни, 4 сребърни и 3 бронзови, Марит Бьорген е на първо място по брой медали в историята на олимпийските игри.

## Успехи

### Ски бягане
Олимпийски игри:
- Шампион (8): 2010, 2014, 2018
  -  Сребърен медал (4): 2002, 2006, 2010, 2018
    -  Бронзов медал (3): 2010, 2018

Световно първенство:
- Шампион (18): 2003, 2005, 2011, 2013, 2015, 2017
  -  Сребърен медал (5): 2003, 2005, 2011, 2013, 2015
    -  Бронзов медал (3): 2005, 2007

## Ролкови кънки
Световно първенство:
- Шампион (2): 2000, 2011
  -  Сребърен медал (4): 2000

### Олимпийски игри
| Олимпиада           | Спринт | Отборно спринт | 10 км разделен старт | 7,5+7,5 км 30 км | 30 км масов-старт | Щафета 4 × 5 км |
| ------------------- | ------ | -------------- | -------------------- | ---------------- | ----------------- | --------------- |
| 2002 Солт Лейк Сити | –      | –              | –                    | 50               | 14                | 2               |
| 2006 Торино         | 18     | 4              | 2                    | DNF              | –                 | 5               |
| 2010 Ванкувър       | 1      | –              | 3                    | 1                | 2                 | 1               |
| 2014 Сочи           | 11     | 1              | 10                   | 1                | 1                 | 5               |
| 2018 Пьонгчанг      | –      | 3              | 3                    | 2                | 1                 | 1               |